# Uğur Aslan
Uğur Aslan (nacido el 9 de febrero de 1972 en Hatay, Turquía) es un actor de teatro, televisión y cine y músico turco. Es conocido mayormente por su papel en la serie Kara Sevda, una de las series turcas más exitosas a nivel internacional y la única serie turca en la historia galardonada con el Premio Emmy Internacional. También destaca por su papel actual en la serie Yargı, nominada en los Premios Emmy Internacional.

## Biografía
Uğur Aslan nació el 9 de febrero de 1972 en el pueblo de Melekli en el distrito Reyhanlı de Hatay, como el menor de una familia de nueve hijos. Completó su educación primaria y secundaria en el internado estatal Reyhanlı y en la escuela secundaria comercial Antakya. Se graduó en el Departamento de Teatro de la Universidad de Ankara y en la Facultad de Lengua, Historia y Geografía, con una licenciatura de la principal rama artística de actuación.

## Carrera Profesional
Aslan comenzó su carrera como actor con obras de teatro mientras estaba en la escuela secundaria. Llamó la atención del Hatay Culture Theatre Group y comenzó su experiencia actoral con la obra Bir Şehnaz Oyun de Turgut Özakman. También está interesado en la música y toca el violín y el ney en su tiempo libre. Aslan participó frente a la audiencia con una obra de teatro musical llamada "Afara: An Arabesque Musical". También enseña actuación en una universidad privada. 

## Vida privada
Uğur Aslan está casado con la guionista Sema Ergenekon desde 1999 y tiene tres hijos, dos niñas y un niño.

## Series de televisión
| Año           | Serie de televisión | Personaje       | Rol              |
| ------------- | ------------------- | --------------- | ---------------- |
| 2005          | Kale İçi            |                 |                  |
| 2005          | Ofis İşi            |                 |                  |
| 2005          | Gümüş               | Orhan           | Papel de reparto |
| 2008          | Derdest             |                 |                  |
| 2009          | Aile Reisi          |                 | Papel de reparto |
| 2010-2012     | Yer Gök Aşk         | Cüneyt          | Papel secundario |
| 2013          | Kayıp               | Comisario Zafer | Papel de reparto |
| 2014-2015     | Karadayı            | Ismail Gun      | Papel de reparto |
| 2016-2017     | Kara Sevda          | Zehir           | Papel secundario |
| 2017          | Siyah Beyaz Aşk     | Comisario Cem   | Papel de reparto |
| 2019          | Kuruluş Osman       | Nizamettin      | Papel de reparto |
| 2020          | Çukur               |                 | Papel de reparto |
| 2021-presente | Yargı               | Eren Duman      | Papel secundario |

## Largometrajes
- Aşık: Escrito, Dirigido por: Bilal Babaoğlu - 2016 - Papel: Noviembre
- Zahir

## Obras de teatro
- Keşanlı Ali Destanı
- Kahraman Bakkal Süpermarkete Karşı
- Gözlerimi Yaparım Vazifemi Yaparım
- Muhbir
- Azizname
- Şahları da Vururlar
- Bir Şehnaz Oyun
- Kısasa Kısas
- Hamlet
- Macbeth
- Antigone
- Bekleyenler